# North Dorset
North Dorset – dawny dystrykt niemetropolitalny w hrabstwie Dorset w Anglii.
Dystrykt utworzony został 1 kwietnia 1974 roku. Funkcjonował do 1 kwietnia 2019 roku, kiedy to z połączenia pięciu dystryktów utworzona została jednostka typu unitary authority – Dorset.

## Miasta
- Blandford Forum
- Gillingham
- Shaftesbury
- Stalbridge
- Sturminster Newton

## Inne miejscowości
Anderson, Ashmore, Belchalwell, Blandford St Mary, Bourton, Chettle, Child Okeford, Durweston, Farnham, Fiddleford, Glanvilles Wootton, Iwerne Courtney, Iwerne Minster, Marnhull, Motcombe, Peacemarsh, Poolestown, Shillingstone, Tarrant Crawford.